# دينيس كينزو
دينيس كينزو (بالروسية: Денис Кензо)‏ هو دي جيه ومنتج أسطوانات روسي، ولد في 10 مايو 1989 في خاباروفسك في روسيا.

## وصلات خارجية
- الموقع الرسمي